# Ramón Escobar Balboa
Ramón Escobar Balboa är en ort i Mexiko.   Den ligger i kommunen San Miguel Chimalapa och delstaten Oaxaca, i den sydöstra delen av landet, 600 km sydost om huvudstaden Mexico City. Ramón Escobar Balboa ligger 1 182 meter över havet och antalet invånare är 120.
Terrängen runt Ramón Escobar Balboa är kuperad åt nordost, men åt sydväst är den bergig. Runt Ramón Escobar Balboa är det glesbefolkat, med 19 invånare per kvadratkilometer. I omgivningarna runt Ramón Escobar Balboa växer huvudsakligen savannskog.